# Leoquelle
Als Leoquelle wird in der althistorischen Forschung ein nicht erhaltenes, spätantikes bzw. frühbyzantinisches Geschichtswerk bezeichnet.
Die Leoquelle wurde von dem Byzantinisten Edwin Patzig Ende des 19. Jahrhunderts nachgewiesen. In der sogenannten Epitome des mittelbyzantinischen Geschichtsschreibers Johannes Zonaras konnten mehrere Passagen ausgemacht werden, die keiner anderen überlieferten Quelle zugeordnet werden konnten. Patzig bewies, dass Zonaras sich für die Zeit nach 229, als das Geschichtswerk des Cassius Dio endete, auf mehrere Quellen, darunter den sogenannten Anonymus post Dionem, gestützt hat. Einen Quellenstrang hat Patzig aufgrund von Ähnlichkeiten mit dem Werk des Leon Grammatikos (frühes 11. Jahrhundert) als Leoquelle bezeichnet und identifizierte als Autor Johannes von Antiochia (6. oder 7. Jahrhundert), dessen Werk nur fragmentarisch erhalten ist.
Patzigs These wurde in der Folgezeit wieder aufgegriffen; nach der Meinung Michael DiMaios hat Johannes von Antiochia dabei Zonaras Material aus dem Werk des Ammianus Marcellinus in griechischer Übersetzung vermittelt. Die Thesen Patzigs und DiMaios sind in den letzten Jahrzehnten jedoch angefochten worden. Mehrere Fragmente, die Johannes von Antiochia zugeschrieben wurden, sind in den sogenannten Excerpta Salmasiana überliefert, deren Zuordnung zu Johannes in Frage gestellt wurde. Da aber die Übereinstimmungen zwischen Johannes und der Leoquelle fast ausschließlich auf diese Fragmente zurückgehen, musste nun ein anderer Autor als Johannes der Verfasser der Leoquelle sein.
Bruno Bleckmann griff die Argumentation Patzigs auf und modifizierte sie. Bleckmann bestreitet die Existenz der Leoquelle nicht, wies ihr aber einen anderen Verfasser zu. Seiner Meinung nach lässt sich anhand mehrerer Indizien erschließen, dass das Material der Leoquelle aus den (nur fragmentarisch erhaltenen) Historien des Petros Patrikios stammte, von denen auch der Anonymus post Dionem abhängig ist (möglicherweise sind auch Petros und der Anonymus miteinander identisch); in der neueren Forschung hat sich diese Interpretation weitgehend durchgesetzt. Dabei war Leon Grammatikos bzw. seiner Vorlage (denn Leon bearbeitete nur bereits vorhandenes Material, siehe Logothetenchronik) das Material der Leoquelle über eine Epitome aus dem 7. Jahrhundert zugänglich. Petros wiederum nutzte für das 4. Jahrhundert eine Quelle, die Gemeinsamkeiten mit dem Werk des Ammianus Marcellinus aufweist, aber nicht mit ihm identisch sein kann (siehe auch „Lügen des Metrodoros“). Dieses Werk wiederum ist wahrscheinlich von einem heidnischen (nach Bleckmann lateinischsprachigen) Autor verfasst worden, der wohl einen pro-senatorischen Standpunkt vertrat. Tatsächlich spricht viel dafür, dass eine solche Grundquelle, aus der neben Ammianus auch andere Autoren (darunter auch der Verfasser der Epitome de Caesaribus) geschöpft haben, existiert hat.
Bleckmann identifizierte als Autor dieser Grundquelle den römischen Politiker und Geschichtsschreiber Virius Nicomachus Flavianus, der ein verlorenes Geschichtswerk mit dem Titel Annales verfasst hat. Da von dem Werk jedoch nur der Name bekannt ist, ist diese Zuordnung in der Forschung umstritten. Bleckmann vertritt zudem die Meinung, dass man, da Leon Grammatikos teils als fiktiver Autor betrachtet wird, besser von Symeonquelle (nach dem teilweise vermuteten Autor der Logothetenchronik) sprechen solle. Im Kern besteht Bleckmanns These somit aus zwei Punkten: der Identifizierung der Leoquelle mit den verlorenen Historien des Petros Patrikios und dass dieser Zugriff auf eine gute lateinische Quelle hatte, die man möglicherweise mit den verlorenen Annalen des Flavianus identifizieren kann, aber nicht muss; andere Forscher vermuten diesbezüglich aber eher eine griechische Quelle.